# Rudolf Wolf
Johann Rudolf Wolf (7. července 1816 Fällanden – 6. prosince 1893 Curych) byl švýcarský astronom a matematik světoznámý pro svůj výzkum slunečních skvrn.

## Životopis
Wolf se narodil ve Fällandenu poblíž Zurichu. Studoval na universitách v Zurichu, Vídni a Berlíně. Encke byl jedním z jeho učitelů. Wolf se stal profesorem astronomie na universitě v Bernu roku 1844 a v roce 1847 ředitelem Bernské hvězdárny. Roku 1855 přijal křeslo vedoucího astronomie obou univerzit v Zurichu. Na University of Zurich a ve Federal Institute of Technology v Zurichu.
Wolf byl ohromen objevem cyklu slunečních skvrn Heinrichem Schwabem, nevydal pouze data ze svých pozorování, ale sbíral všechna dostupná data o slunečních skvrnách zpět až do roku 1610 a vypočítal periodu cyklu na 11,1 roku. V roce 1848 vymyslel cestu ke kvantifikaci aktivity slunečních skvrn. Wolfovo číslo slunečních skvrn, jak bylo nazváno, zůstává v používání dodnes. Roku 1852 byl Wolf jedním z prvních čtyř lidí, kteří objevili spojitost mezi cyklem a geomagnetickým polem Země.[zdroj⁠?!]